# Shaij Ŷunayd Safaví
Shaij Ŷunayd Safawī (Ardabil, aprox. 1429 – cerca del río Samur, Qusar, 1460). Quinto murshid o jeque de la tariqa Safaviyya, fue hijo y sucesor de Ibrahim Shāh Safawī, al cual sucedió en 1447. El nombre y la vida de su madre es desconocida. Fue el abuelo del shah Ismaíl I, fundador del Imperio safávida.

## Biografía

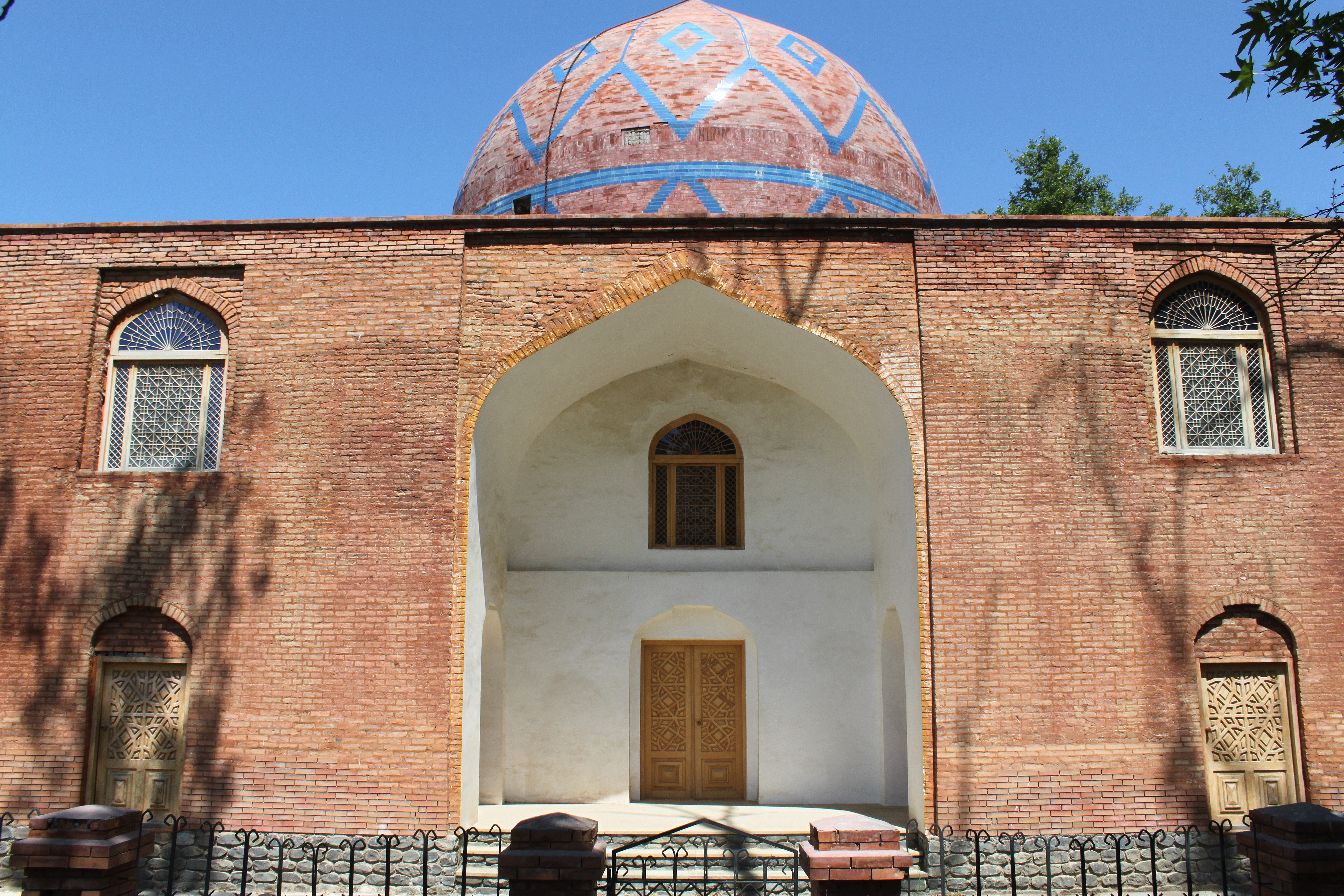
Mausoleo de Sheij Ŷuneyd

Bajo el liderazgo de Ŷunayd, la Safaviyya se transformó de una orden sufí, organizada en torno a un santo-asceta, en un activo movimiento militar con una política de conquista y dominación. Fue el primer líder espiritual safávida en abrazar específicamente las enseñanzas islámicas chiitas, y en particular las del Ghulāt (versión exagerada) de los Doce Imanes. El jeque Ŷunayd fue visto como una encarnación divina por sus seguidores.
Durante su etapa de liderazgo en Ardabil, Ŷunayd atrajo tantos discípulos que en 1448, el bey Jahān Shāh, líder de Kara Koyunlu (confederación tribal turcomana con hegemonía en el Irán occidental, Azerbaiyán, Armenia y Anatolia oriental), considerándolo una amenaza a su liderazgo, lo envió al exilio a Anatolia y a Siria. Mientras estuvo allí, participó en actividades misioneras y acumuló miles de seguidores entre las tribus turcomanas. Con esos seguidores nómadas, el jeque Ŷunayd atacó al Imperio de Trebisonda, llegando hasta los mismos muros de Trebisonda, que no pudo tomar por no disponer de material adecuado para el asedio. Cuando se enteró de que el sultán otomano Mehmed II había tomado medidas para conquistar el Imperio de Trebisonda, se retiró de Trebisonda. Luego fue a Diyarbakır donde se encontraba la corte del bey Uzún Hasán, líder de la confederación turcomana Ak Koyunlu (rival de los Kara Koyunlu). Allí, el jeque Ŷunayd se casó con Khadija Begum, la hermana de Uzún Hasán, entre 1456-1459.
A Ŷunayd se le impidió regresar a Ardabil, dominada por su tío Ŷafar (un protegido de los Kara Koyunlu, los cuales lo habían colocado al frente de la Safaviyya en 1448). Entonces, el jeque Ŷunayd decidió conquistar la región de Shirván para crearse un estado propio. Arremetió contra Shirván para ocupar la región y obtener posesión del trono de los Shirvanshah con unos 10 000 seguidores, reclutados de entre las diferentes tribus turcomanas que consiguió en sus viajes misioneros. Los partidarios chiíes de Shirván se unieron a él. La guerra santa contra los entonces paganos circasianos fue la excusa. El Shirvanshah Khalilullah I, con apoyo de Jahān Shāh (el caudillo Kara Koyunlu), reunió un gran ejército para detener la acometida del jeque Ŷunayd. Finalmente las fuerzas del jeque safávida fueron derrotadas por las fuerzas combinadas Shirvanshah y Kara Koyunlu cerca de la aldea de Qipchap, en el valle del río Samur. Ŷunayd resultó muerto. Según una versión, Ŷunayd fue capturado y ejecutado por orden de Shirvanshah Khalilullah I, y según otras fuentes fue asesinado de un flechazo en el campo de batalla.
Según Fazlullah ibn Ruzbihan Khunci, el cuerpo del jeque Ŷunayd fue sepultado en la aldea de Gulhan (actual pueblo de Hazra, raión de Qusar, Azerbaiyán); lugar donde en la actualidad se ubica su mausoleo. Este hecho bélico condujo al comienzo de la animosidad entre los Shirvanshah, principalmente de confesión sunita y los safávidas chiíes, cada vez más heterodoxos.
Ŷunayd fue sucedido por su hijo Ḥaydar Sultán Mirza, que entonces tenía solamente un año de edad.

## Familia
Entre 1456 y 1459, se casó con Khadija Begum, la hermana de Uzún Hasán. De esta unión nació un solo hijo:
- Ḥaydar Sultán Mirza (1459-1488), que nació un año antes de la muerte de su padre y creció en el palacio de Uzún Hasán. Ḥaydar casó después con Halima Begum, hija de Uzún Hasán, y se convirtió en yerno de su tío materno.

De una concubina circasiana de nombre desconocido:
- Khoja Muhammad Safavi (aprox. 1450 - ¿?).

De una concubina griega de nombre desconocido:
- Khoja Jamshid Safavi (¿?-1488), fue asesinado, junto a su hermano Ḥaydar en una batalla en Tabasaran (actual distrito de la República de Daguestán, Rusia) contra las fuerzas del Shirvanshah Farrukh Yassar.

- Shah Pasha Khatun (¿? - siglo XVI), casada con Muhammad Beg Talish.